# Festival Internacional de Cine de Venecia de 1935
La 3.ª Mostra de Venecia tuvo lugar entre los días 10 de agosto y 1 de septiembre de 1935. En esta edición se introdujeron los premios Volpi, llamados Coppa Volpi, en el apartado de interpretación, tanto masculina como femenina.

## Jurado
- Giuseppe Volpi di Misurata[3]
- Charles Delac
- Ryszard Ordynski
- Fritz Scheuermann
- Luis Villani
- Luigi Freddi
- Antonio Maraini
- Filippo Sacchi
- Ottavio Croze
- Raffaele Calzini
- Gino Damerini
- Giovanni Dettori
- Eugenio Giovannetti
- Mario Gromo
- Giacomo Paolucci de Calboli
- Elio Zorzi

## Películas

### Sección oficial
Las películas siguientes se presentaron en la sección oficial:
| Título en español                 | Título original                   | Director(es)                     | País           |
| --------------------------------- | --------------------------------- | -------------------------------- | -------------- |
| ...nur ein Komödiant              | ...nur ein Komödiant              | Erich Engel                      | Austria        |
| A zivot jde dál                   | A zivot jde dál                   | Carl Junghans                    | Checoslovaquia |
| Amore                             | Amore                             | Carlo Ludovico Bragaglia         | Italia         |
| Ana Karenina                      | Anna Karenina                     | Clarence Brown                   | EE. UU.        |
| Bosambo                           | Sanders of the River              | Zoltan Korda                     | Gran Bretaña   |
| Casta diva                        | Casta diva                        | Carmine Gallone                  | Italia         |
| Crimen y castigo                  | Crime et châtiment                | Pierre Chenal                    | Francia        |
| Darò un milione                   | Darò un milione                   | Mario Camerini                   | Italia         |
| David Copperfield                 | David Copperfield                 | George Cukor                     | EE. UU.        |
| Der verlorene Sohn                | Der verlorene Sohn                | Luis Trenker                     | Alemania       |
| Die ewige Maske                   | Die ewige Maske                   | Werner Hochbaum                  | Suiza          |
| Dzien wielkiej przygody           | Dzien wielkiej przygody           | Joseph Lejtes                    | Polonia        |
| El caballero del Folies Bergere   | Folies Bergère de Paris           | Roy Del Ruth                     | EE. UU.        |
| El cántaro roto                   | Der zerbrochene Krug              | Gustav Ucicky                    | Austria        |
| El delator                        | The Informer                      | John Ford                        | EE. UU.        |
| El Diablo era mujer               | The Devil Is a Woman              | Josef von Sternberg              | EE. UU.        |
| El rey soldado                    | Der alte und der junge König      | Hans Steinhoff                   | Alemania       |
| El triunfo de la voluntad         | Triumph des Willens               | Leni Riefenstahl                 | Alemania       |
| Episodio                          | Episode                           | Walter Reisch                    | Austria        |
| Estrictamente confidencial        | Broadway Bill                     | Frank Capra                      | EE. UU.        |
| Freccia d'oro                     | Freccia d'oro                     | Piero Ballerini                  | Italia         |
| Hej-rup!                          | Hej-rup!                          | Martin Frič                      | Checoslovaquia |
| Hermine und die sieben Aufrechten | Hermine und die sieben Aufrechten | Frank Wisbar                     | Alemania       |
| Hombres del mañana                | No Greater Glory                  | Frank Borzage                    | EE. UU.        |
| Ich für dich, du für mich         | Ich für dich, du für mich         | Carl Froelich                    | Alemania       |
| Infierno negro                    | Black Fury                        | Michael Curtiz                   | EE. UU.        |
| Itto                              | Itto                              | Jean Benoît-Lévy y Marie Epstein | Francia        |
| La Cucharacha                     | La Cucharacha                     | Lloyd Corrigan                   | EE. UU.        |
| La dama de las camelias           | La dame aux camélias              | Fernand Rivers                   | Francia        |
| La felicidad                      | Le bonheur                        | Marcel L'Herbier                 | Francia        |
| La feria de la vanidad            | Becky Sharp                       | Rouben Mamoulian                 | EE. UU.        |
| La madrecita                      | Kleine Mutti                      | Henry Koster                     | Hungría        |
| La nave de Satán                  | Dante's Inferno                   | Harry Lachman                    | Francia        |
| La mascota                        | Le mascotte                       | René Pujol                       | Francia        |
| La simpática huerfanita           | Curly Top                         | Irving Cummings                  | EE. UU.        |
| Las cruzadas                      | The Crusades                      | Cecil B. DeMille                 | EE. UU.        |
| Le voyage imprévu                 | Le voyage imprévu                 | Jean de Limur                    | Francia        |
| Los de catorce años               | Tatranská romance                 | Josef Rovenský                   | Checoslovaquia |
| Los Swedenhielms                  | Swedenhielms                      | Gustaf Molander                  | Suecia         |
| Mares de China                    | China Seas                        | Tay Garnett                      | EE. UU.        |
| Maria Chapdelaine                 | Maria Chapdelaine                 | Julien Duvivier                  | Francia        |
| Marie des angoisses               | Marie des angoisses               | Michel Bernheim                  | Francia        |
| Mi vida para ti                   | Escape Me Never                   | Paul Czinner                     | Gran Bretaña   |
| Noche nupcial                     | The Wedding Night                 | King Vidor                       | EE. UU.        |
| Oberwachtmeister Schwenke         | Oberwachtmeister Schwenke         | Carl Froelich                    | Alemania       |
| Op hoop van zegen                 | Op hoop van zegen                 | Alex Benno                       | Países Bajos   |
| Pasaporte rojo                    | Passaporto rosso                  | Guido Brignone                   | Italia         |
| Peer Gynt                         | Peer Gynt                         | Fritz Wendhausen                 | Alemania       |
| Regine                            | Regine                            | Erich Waschneck                  | Alemania       |
| Romance de estudiantes            | The Student's Romance             | Otto Kanturek                    | Gran Bretaña   |
| Szerelmi álmok                    | Szerelmi álmok                    | Heinz Hille                      | Hungría        |
| Tovaritch                         | Tovaritch                         | Jacques Deval                    | Francia        |
| Vorstadtvariete                   | Vorstadtvariete                   | Werner Hochbaum                  | Austria        |

## Premios
Este fue el palmarés de premios de esta edición:
- Copa Mussolini a la mejor película extranjera: Ana Karenina de Clarence Brown
- Copa Mussolini a la mejor película italiana: Casta diva de Carmine Gallone
- Copa Volpi:
  - Mejor actor: Pierre Blanchar por Crimen y castigo
  - Mejor actriz: Paula Wessely por Episodio
- Mención Especial:
  - Hermine und die sieben Aufrechten de Frank Wisbar
  - Le voyage imprévu de Jean de Limur
  - Maria Chapdelaine de Julien Duvivier
  - Op hoop van zegen de Alex Benno
  - The Private Life of the Gannets de Julian Huxley
- Copa de la Biennale: Szerelmi álmok de Heinz Hille
- Mejor director: King Vidor por La noche de boda
- Mejor fotografía: Josef von Sternberg por El Diablo era mujer
- Mejor música: Mischa Spoliansky por Bosambo
- Mejor animación: The Band Concert de Walt Disney
- Mención Especial del Jurado: L'Chayim Hadashim de Judah Lehman